# Димитър Наков
Димитър Наков с псевдоними Д. Гяуров и Кушкунчето е български учител и революционер, деец на Вътрешната македоно-одринска революционна организация.

## Биография
Наков е роден в 1884 година в Кочани, в Османската империя, днес Северна Македония. В 1902 година завършва българското педагогическо училище в Скопие и работи като учител в Кочани. Става член на околийския комитет на ВМОРО, а от месец март 1903 година е негов ръководител. Четник е при Делчо Коцев в Кочанско по време на Илинденско-Преображенското въстание. След него се легализира и отново става учител и околийски ръководител в Кочани. Арестуван е през август 1904 година и е осъден на 10 години затвор. Наков е изпратен в Триполи, Либия на заточение, но е освободен през Хуриета. След Първата световна война работи в пункта на ВМОРО в Кюстендил в периода 1923 – 1924 година. На 5 юни 1925 година е избран за председател на Кочанското благотворително братство.